# Abadi Hadis
Abadi Hadis Embaye (ur. 6 listopada 1997 w Addis Abebie, zm. 4 lutego 2020 w Mekelie) – etiopski lekkoatleta, który specjalizował się w biegach długodystansowych.
Piętnasty zawodnik igrzysk olimpijskich w Rio de Janeiro w biegu na 10 000 metrów (2016). W 2017 zdobył brąz (indywidualnie) i brąz (w drużynie seniorów) mistrzostw świata w biegach przełajowych. Złoty medalista mistrzostw Etiopii.
Zmarł 4 lutego 2020 roku w wieku 22 lat podczas leczenia w szpitalu z powodu nieokreślonej choroby.

## Osiągnięcia indywidualne
| Rok  | Impreza                                   | Miejsce        | Konkurencja           | Lokata      | Wynik    |
| ---- | ----------------------------------------- | -------------- | --------------------- | ----------- | -------- |
| 2016 | Igrzyska olimpijskie                      | Rio de Janeiro | bieg na 10 000 metrów | 15. miejsce | 27:36,34 |
| 2017 | Mistrzostwa świata w biegach przełajowych | Kampala        | bieg seniorów         | 3. miejsce  | 28:43    |
| 2017 | Mistrzostwa świata                        | Londyn         | bieg na 10 000 metrów | 7. miejsce  | 26:59,19 |
| 2019 | Igrzyska afrykańskie                      | Rabat          | bieg na 10 000 metrów | 7. miejsce  | 28:27,38 |
| 2019 | Mistrzostwa świata                        | Doha           | bieg na 5000 metrów   | eliminacje  | 13:42,89 |

## Rekordy życiowe
- Bieg na 5000 metrów – 12:56,27 (2018)
- Bieg na 10 000 metrów – 26:56,46 (2019)
- Półmaraton – 58:44 (2018)